# Bathurst Island (ö i Australien, Northern Territory)
Bathurst Island är en ö i Australien.   Den ligger i delstaten Northern Territory, i den norra delen av landet, 3 200 kilometer nordväst om huvudstaden Canberra. Arean är 2 600 kvadratkilometer.
Den är den mindre av de två Tiwi-öarna, och ligger direkt väster om den större Melvilleön.

## Geografi
Terrängen på Bathurst Island är platt. Öns högsta punkt är 109 meter över havet. Den sträcker sig 56,9 kilometer i nord-sydlig riktning, och 67,7 kilometer i öst-västlig riktning.

### Klimat
I omgivningarna runt Bathurst Island växer huvudsakligen savannskog. Trakten runt Bathurst Island är nära nog obefolkad, med mindre än två invånare per kvadratkilometer. Savannklimat råder i trakten. Årsmedeltemperaturen i trakten är 24 °C. Den varmaste månaden är oktober, då medeltemperaturen är 27 °C, och den kallaste är juni, med 22 °C. Genomsnittlig årsnederbörd är 1 771 millimeter. Den regnigaste månaden är januari, med i genomsnitt 501 mm nederbörd, och den torraste är augusti, med 1 mm nederbörd.